# 数量詞
数量詞（すうりょうし、英: quantifier）は、数量を示す単語または句をいう。数量を特定する数詞のほか、日本語などでは数詞に助数詞を付加した単語の形を含める。さらに相対的な量を示す「少し」「少ない」「沢山」「多い」「一部」「全部」、疑問詞の「いくら」「何人」なども含む。
一般に品詞としては形容詞、名詞のほか、「何回」「何倍」のように動詞や形容詞にかかる副詞（または相当する句）などとして使用される。
日本語では以下のように、特異な副詞的な用法が多い。

## 日本語数量詞の文法
日本語の名詞的数量詞は、「の」を介して修飾される名詞の前につくこともある（「1枚の紙」）が、そのままで名詞の直後につくこと（「紙1枚」）が多い。
さらに数量詞が修飾される名詞から離れ、独立の文節となって、動詞にかかる副詞のように用いられる。この現象を「数量詞の遊離」といい、これに従う方が自然な文になることが多い。
例：
「4人の男が10本のビールを飲んだ」「男4人がビール10本を飲んだ」→「男が4人、ビールを10本飲んだ」
ただし遊離が起きるのは、格助詞「が」と「を」で示される句からに限られ、それ以外の場合にはできない。
「5軒の店を回った」「店5軒を回った」→「店を5軒回った」
「5軒の店で飲んだ」「店5軒で飲んだ」を、*「店で5軒飲んだ」とはいえない
数量詞の移動できる位置は一般に動詞の前であるが、動詞の種類によっては限定される。
「男が4人、ビールを飲んだ」を、*「男がビールを4人飲んだ」とはいえない（他動詞の主語からは切り離せない）
「ビール瓶が1本、店で割れた」→「ビール瓶が店で1本割れた」（非意志動詞または非対格動詞の主語）
「男が4人、店で騒いだ」を、「男が店で4人騒いだ」とは普通いわない（意志動詞または非能格動詞の主語からは切り離しにくい）
数量詞で修飾される語句でも、すでに特定されている場合には遊離できない。例えば
「あの3人の男たちが残っていた」または「あの男たち3人が残っていた」は、*「あの男たちが3人残っていた」とは言えない（これはむしろ「あの男たちのうちの3人が残っていた」という意味にとれる）。
また
「3人の男たちはまもなく入ってきた」または「男たち3人はまもなく入ってきた」は、*「男たちは3人まもなく入ってきた」とは言えない。
これらの被修飾語はいずれも「あの」や話題を表す「は」で特定されている。ただし「は」を話題でなく対比の意味に用いる場合には、「男4人、女3人のうち男は3人入ってきた」といった言い方ができる。また「すべて」「大部分」「一部」など、特定の集合の中での量を表す場合には「あの男たちが一部残っていた」「男たちはまもなく全員入ってきた」と言えるが、これらの例では数量詞で示される部分が未特定である（この文を述べた時点で初めて特定される）。